# ICONPASS
iCONPASS（アイコンパス）は、JR西日本テクシアが開発し西日本旅客鉄道（JR西日本）が提供する、JR西日本のICカード「ICOCA」を利用したWeb定期乗車券サービス。

## 概要
2003年にサービス提供を開始したICOCAは当初より定期乗車券の機能を搭載することが出来たが、2021年から本格的にサービス展開を始めたバス事業者・地域鉄道事業者向けのICOCAサービスでは定期券情報がICOCAの券面に記載されず、別紙の「ICOCA定期券内容控」が交付する形を取っていた。また発売に当たってもJR西日本のように自動券売機等では購入できず、各事業者の有人窓口に出向く必要があった。
こうした状況を踏まえ、バス事業者・地方鉄道事業者向けのICOCA定期券を窓口に行かず自宅等からオンラインで発行できる仕組みとして開発されたものがiCONPASSである。仕組みとしてはiCONPASSは「ICOCA定期券の申込と決済の受付」を行うのみであり、iCONPASS自体に定期乗車券の機能は持たない。

## 利用方法
利用にあたっては、定期乗車券認証用のICOCA（モバイルICOCAを含む）を事前に用意した上で、JR西日本がNTTコミュニケーションズの支援により開発した会員基盤サービス「Mobirity Auth Bridge」（モビリティ・オース・ブリッジ、MAB）への登録が必要になる。
利用者はiCONPASSの登録ページからMABのIDを取得してログインし、利用者情報を登録する。購入時にはiCONPASSの登録ページにログインし、認証用ICOCAの番号（JWで始まる17桁の番号）を登録後、定期券購入に進む流れとなる。決済手段はiCONPASS上でのクレジットカードによる決済の他、コンビニエンスストア窓口での現金決済や、事業者窓口での支払いにも対応する。
利用時は乗車時および降車時に認証用ICOCAをバス・列車車内などのカードリーダーにかざす（通常のICOCAと同様の利用方法）。iCONPASSの画面提示等は必要ない。

## 導入事業者
- 三岐鉄道（2025年3月1日～）
- 広島バス・広島交通・JRバス中国（2025年3月16日～）[4]
- 伊予鉄道・伊予鉄バス（2025年3月17日～）[5]
- 近江バス・湖国バス（2025年3月18日～）[6]